# Troides chimaera
Espèce
Synonymes
- Ornithoptera chimaera (Rothschild, 1904)

Statut CITES
Troides chimaera est une espèce de papillons de la famille des Papilionidae et de la sous-famille des Papilioninae et du genre Troides.

## Systématique
Troides chimaera a été décrite par Lionel Walter Rothschild en 1904. Elle est parfois classée sous le genre Ornithoptera (Schäffler, 2001).

## Liste des sous-espèces
Selon BioLib (1 janvier 2021) :
- sous-espèce Troides chimaera charybdis (van Eecke, 1915)
- sous-espèce Troides chimaera chimaera Rothschild, 1904
- sous-espèce Troides chimaera flavidior Rothschild, 1913

## Description
Troides chimaera est un grand papillon, avec une envergure allant de 130 mm à 160 mm. La tête et le thorax sont noirs et le corps jaunâtre. Les ailes antérieures sont longues à apex angulaire. Il existe un dimorphisme sexuel de couleur.
Les mâles ont sur le dessus des ailes antérieures vertes avec deux bandes noires, une le long du bord interne et externe, l'autre proche du bord costal ce qui délimite deux grands triangles verts. Les ailes postérieures sont jaune bordées de vert. Les revers des ailes antérieures est vert marqué de veines noires et celui des ailes postérieures jaune bordé de vert avec trois points noirs.
Les femelles sont plus grandes, de couleur marron foncé, aux ailes antérieures marquées de quelques taches blanches et d'une ligne submarginale de petits points blancs et aux ailes postérieures marron foncé avec une aire submarginale jaune et une aire postdiscale blanche marquée d'une ligne de gros points marron foncé.

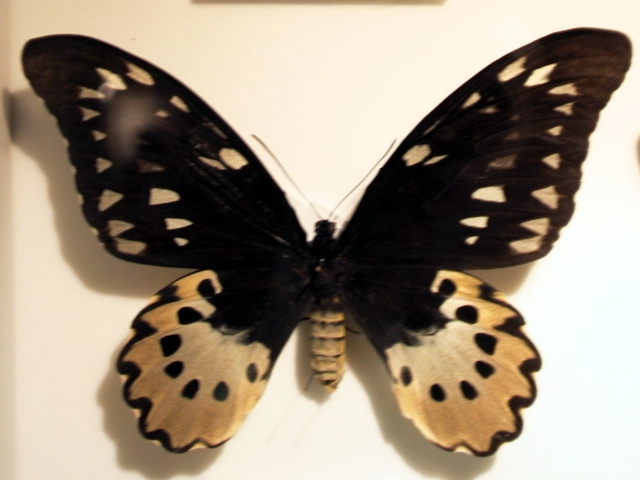
Troides chimaera femelle.

## Biologie

### Plantes hôtes
Les plantes hôtes de sa chenille sont des aristoloches dont Aristolochia pithecurus.

## Écologie et distribution
Troides chimaera est présent en Papouasie-Nouvelle-Guinée et dans plusieurs iles voisines,.

### Biotope
Troides chimaera réside en forêt au-dessus de 1 000 m.

### Protection
Il est protégé.